# Jonathan Sibaja
Jonathan de los Ángeles Sibaja Sandoval (Turrialba, 12 de febrero de 1987), más conocido como Jonathan Sibaja, es un futbolista costarricense que jugó de centrocampista en la Liga Deportiva Alajuelense, de la Primera División de Costa Rica. Actualmente está retirado.

## Selección nacional
Jonathan Sibaja fue convocado por primera vez a la Selección de Costa Rica para un amistoso ante Nicaragua que se realizó en el estadio Edgardo Baltodano de Liberia como parte de un microciclo. La Selección se impuso 1-0 con un solitario gol de Kendall Waston.
| Partidos | Partidos  | Partidos  | Partidos                | Partidos           | Partidos    | Partidos | Partidos              | Partidos      | Partidos |
| N.º      | Rival     | Resultado | Fecha                   | Lugar              | Competencia | Goles    | Cambio                | DT            |          |
| -------- | --------- | --------- | ----------------------- | ------------------ | ----------- | -------- | --------------------- | ------------- | -------- |
| 1        | Nicaragua | 1:0 (0:0) | 16 de diciembre de 2015 | Liberia Costa Rica | Amistoso    | -        | 54' por Mayron George | Óscar Ramírez |          |

## Clubes
| Club            | País       | Año               |
| --------------- | ---------- | ----------------- |
| UCR Fútbol Club | Costa Rica | 2013 - Actualidad |